# بنزو (آ) فلوئورانتن
بنزو(آ)فلوئورانتن (به انگلیسی: Benzo(a)fluoranthene) با فرمول شیمیایی C۲۰H۱۲ یک ترکیب شیمیایی است. که جرم مولی آن ۲۵۲٫۳۰۹۳ g/mol می‌باشد. شکل ظاهری این ترکیب، نارنجی و زرد سوزنی‌شکل است.